# Bocquillonia codonostylis
Bocquillonia codonostylis là một loài thực vật có hoa trong họ Đại kích. Loài này được (Baill.) Airy Shaw mô tả khoa học đầu tiên năm 1974.